# گرگوری وارگاس
گرگوری وارگاس (اسپانیایی: Gregory Vargas‎؛ زادهٔ ۱۸ فوریهٔ ۱۹۸۶) بازیکن بسکتبال اهل ونزوئلا است.
از باشگاه‌هایی که در آن بازی کرده‌است می‌توان به باشگاه بسکتبال فوئنلابرادا اشاره کرد.
وی در مسابقات کشوری و بین‌المللی در مجموع برندهٔ ۳ مدال طلا، ۱ مدال نقره شده‌است.